# Ofenbach (Kainach)
Der Ofenbach, auch Aflingerbach und im Oberlauf Tötzelbach genannt, ist ein rund 2,7 Kilometer langer, linker Nebenfluss der Kainach in der Steiermark. Sein Lauf bildet die Grenze zwischen der Gemeinde Kainach bei Voitsberg und der Stadtgemeinde Bärnbach.

## Verlauf
Der Ofenbach entsteht als Tötzelbach im südöstlichen Teil der Gemeinde Kainach bei Voitsberg, im südöstlichen Teil der Katastralgemeinde Kohlschwarz, nordöstlich des Hofes Bocklochgraben, direkt an der Grenze zum nördlichen Teil der Katastralgemeinde Hochtregist der Stadtgemeinde Bärnbach. Er fließt zuerst in einem Linksbogen, danach in einem flachen Rechtsbogen und kurz vor der Mündung in einem Linksbogen insgesamt nach Südwesten und bildet dabei die Gemeindegrenze zwischen Kainach bei Voitsberg und Bärnbach. Bis zur Einmündung des Kohlschwarzbaches wird der Ofenbach auch als Tötzelbach bezeichnet. Direkt an der Grenze der Katastralgemeinden Kohlschwarz und Bärnbach mündet er im Ort Afling etwa 50 Meter westlich der L341 in die Kainach, die kurz danach nach rechts abbiegt.
Auf seinem Lauf nimmt der Ofenbach zwei größere benannte sowie mehrere kleine unbenannte Wasserläufe auf.
| Zuläufe und Bauwerke \| Ofenbach (Kainach) \| Ofenbach (Kainach) \| Ofenbach (Kainach) \| \| --------------------- \| ------------------ \| ------------------ \| \| Legende \| \| \| \| Kainach bei Voitsberg \| \| Bärnbach \| \| \| \| \| \| \| \| \| \| Kohlschwarzbach \| \| \| \| \| \| \| \| \| \| Sommerhuberbach \| \| \| \| L341 \| \| Kainach \| \| \| |  |                 |
| Ofenbach (Kainach) |  |                 |
| Legende |  |                 |
| Kainach bei Voitsberg |  | Bärnbach        |
| |  |                 |
| |  |                 |
| Kohlschwarzbach |  |                 |
| |  |                 |
| |  | Sommerhuberbach |
| |  | L341            |
| Kainach |  |                 |